# Omloop van het Waasland 2012
De 48e editie van de Belgische wielerwedstrijd Omloop van het Waasland vond plaats op 11 maart 2012. De wedstrijd werd verreden in en rond Kemzeke. Deze editie werd gewonnen door Preben Van Hecke, gevolgd door Egidijus Juodvalkis en Gediminas Bagdonas.

## Uitslag
| Omloop van het Waasland 2012 |                     |                               |          |
| Plaats                       | Naam                | Ploeg                         | Tijd     |
| Winnaar                      | Preben Van Hecke    | Topsport Vlaanderen-Mercator  | 4u27'00" |
| 2                            | Egidijus Juodvalkis | Landbouwkrediet-Euphony       | z.t.     |
| 3                            | Gediminas Bagdonas  | An Post-Sean Kelly            | z.t.     |
| 4                            | Alexandre Blain     | Endura Racing                 | z.t.     |
| 5                            | Yoeri Havik         | Cycling Team de Rijke-Shanks  | z.t.     |
| 6                            | Zico Waeytens       | Topsport Vlaanderen-Mercator  | z.t.     |
| 7                            | Steven Caethoven    | Accent.jobs–Willems Veranda’s | 5"       |
| 8                            | Joren Segers        | An Post-Sean Kelly            | 8"       |
| 9                            | Evert Verbist       | Accent.jobs–Willems Veranda’s | 11"      |
| 10                           | Jonathan Breyne     | Landbouwkrediet-Euphony       | 1'02"    |

1965 · 1966 · 1967 · 1968 · 1969 · 1970 · 1971 · 1972 · 1973 · 1974 · 1975 · 1976 · 1977 · 1978 · 1979 · 1980 · 1981 · 1982 · 1983 · 1984 · 1985 · 1986 · 1987 · 1988 · 1989 · 1990 · 1991 · 1992 · 1993 · 1994 · 1995 · 1996 · 1997 · 1998 · 1999 · 2000 · 2001 · 2002 · 2003 · 2004 · 2005 · 2006 · 2007 · 2008 · 2009 · 2010 · 2011 · 2012 · 2013 · 2014 · 2015 · 2016 · 2017 · 2018 · 2019 · 2020 · 2021 · 2022 · 2023 · 2024